# Charles Gautier (homme politique)
Pour les articles homonymes, voir Charles Gautier et Gautier.
Charles Gautier est un homme politique français, membre du Parti socialiste, né le 25 janvier 1945 à Plélan-le-Grand (Ille-et-Vilaine) et mort le 11 juin 2014 à Saint-Herblain (Loire-Atlantique). Il est maire de Saint-Herblain de 1989 à 2014 et sénateur de la Loire-Atlantique de 2001 à 2011.  

## Biographie
Fils d'instituteurs, Charles Gautier naît à la toute fin de la Seconde Guerre mondiale, à Plélan-le-Grand. Après avoir fréquenté l'école Saint-Vincent à Rennes puis le lycée Sainte-Geneviève à Versailles, il étudie à l'école nationale supérieure agronomique de Rennes et à l'institut national supérieur des sciences agronomiques, de l'alimentation et de l'environnement de Dijon.
Ingénieur agronome, il effectue toute sa carrière dans l'enseignement agricole. Il exerce au lycée agricole de La Roche-sur-Yon de 1971 à 1974 puis à l'école nationale des ingénieurs des techniques des industries agricoles et alimentaires à Nantes de 1974 à 1984. Il est enfin inspecteur national de l'enseignement agro-alimentaire de 1984 à 2001.
Il meurt le 11 juin 2014 d'un cancer colorectal.
En son hommage, à Saint-Herblain, le boulevard de La Baule qui relie le rond-point de la Porte d'Armor au rond-point Abel Durand et la médiathèque Hermeland sont rebaptisés à son nom.

## Parcours politique
Parallèlement à sa carrière dans l'enseignement agricole, il s'engage en politique. Il rejoint le Parti socialiste en 1974 afin d'apporter son soutien à François Mitterrand lors de l'élection présidentielle. Puis il se présente en 1977 aux élections municipales à Saint-Herblain, en deuxième position sur la liste de gauche dirigée par Jean-Marc Ayrault. Ce dernier élu, Charles Gautier devient son premier adjoint jusqu'en 1989. Il est également conseiller général du canton de Saint-Herblain-Est de 1982 à 2001. Il est vice-président du conseil régional des Pays de la Loire de 1986 à 1989.
Premier secrétaire de la fédération du PS de Loire-Atlantique de 1982 à 1989, il envisage de se porter candidat à la mairie de Nantes en 1989 mais c'est Jean-Marc Ayrault qui se présente. Charles Gautier se porte donc candidat aux élections municipales à Saint-Herblain où il est élu et est maire de 1989 à 2014. Il est par ailleurs vice-président de Nantes Métropole à partir de 2001.
Il brigue aussi un mandat parlementaire à plusieurs reprises. Il se présente d'abord aux élections législatives dans la cinquième circonscription de Loire-Atlantique en juin 1988. Candidat du PS, il arrive en tête au soir du premier tour avec 42,28 % des suffrages exprimés contre 37,41 % pour Édouard Landrain, candidat de l'Union pour la démocratie française (UDF). Pourtant, avec seulement 48,51 % des suffrages exprimés au second tour, il est battu par le maire UDF d'Ancenis qui obtient 51,48 % des voix. Il se porte ensuite candidat aux élections sénatoriales du 28 septembre 1992. Quatrième sur la liste socialiste qui, avec 796 des 2 154 suffrages exprimés, ne remporte que deux sièges, il n'est toutefois pas élu.
Il est suppléant de Jean-Marc Ayrault, député de Loire-Atlantique, à partir de 1993, membre du conseil national du PS de 1993 à 2003.

## Sénateur
En 2001, Charles Gautier se présente à nouveau aux élections sénatoriales avec la liste Progrès et solidarités qui aura réuni 604 des 2 323 suffrages exprimés. Élu sénateur, il abandonne son siège de conseiller général.
Au Palais du Luxembourg, il s'inscrit au groupe socialiste. Membre de la commission des lois, il en est le secrétaire de 2008 à 2011. Il siège également à la commission des affaires européennes de 2009 à 2011.
La fédération PS de Loire-Atlantique ne le reconduit cependant pas pour les élections sénatoriales du 25 septembre 2011.

## Détail des mandats et fonctions
Il est successivement :
- du 21 mars 1982 à 2001, conseiller général de la Loire-Atlantique ;
- de 1977 à 1984, adjoint au maire de Saint-Herblain ;
- de 1984 à 1989, premier adjoint au maire de Saint-Herblain ;
- à partir du 16 mars 1986, conseiller régional des Pays de la Loire (arrêt en cours de mandat en 1989) ;
- de 1989 à 2014, maire de Saint-Herblain.
- de 2001 à 2011, sénateur de la Loire-Atlantique.